# Bílé Poličany
Obec Bílé Poličany (něm. Weiß Politschan) se nachází v okrese Trutnov v Královéhradeckém kraji. Žije zde 161 obyvatel.

## Historie
První písemná zmínka o obci pochází z roku 1270.

## Pamětihodnosti
- Zámek Bílé Poličany
- Sýpka

## Osobnosti
- Karel Jan Hora (1881–1974), technik, diplomat, obchodník a znalec Japonska